# Helmuth Hausen
Helmuth August Gottfried Hausen (* 16. November 1895 in Zweibrücken; † 27. Januar 1987) war ein deutscher Kältetechniker, Verfahrenstechniker und Hochschullehrer.

## Ausbildung und Beruf
Nach dem Abitur am humanistischen Gymnasium in Kempten studierte Hausen bis 1920 an der Technischen Hochschule München Technische Physik und erlangte den Titel eines Diplomingenieurs. Hausen wurde Mitarbeiter von Oskar Knoblauch am Institut für Technische Physik, der sein Doktorvater wurde. Das Thema der Dissertation – der Joule-Thomson-Effekt – war von Carl von Linde angeregt worden. Der Joule-Thomson-Effekt war Grundlage für die Luftverflüssigung, die Linde als erster durchgeführt hatte. Zwei Dissertationen zum Thema waren bereits verfasst worden, Hausen sollte die noch ungeklärten quantitativen Verhältnisse bei tiefen Temperaturen klären. Hausen führte einen großen Teil der Versuche auf dem Firmengelände der Gesellschaft für Lindes Eismaschinen durch, bei der er ab 1922 angestellt war. Bei Linde war Hausen Leiter des Bereiches Berechnungen der Abteilung für Gasverflüssigung und Trennung von Gasgemischen bei sehr tiefen Temperaturen. Im Jahr 1928 habilitierte er sich an der Technischen Hochschule München. Seine Habilitationsschrift behandelte die Theorie der Regeneratoren.
Im Jahr 1934 ernannte die Technische Hochschule München Hausen zum außerordentlichen Professor ohne Beamtenstatus und 1939 zum außerplanmäßigen Professor. Seine Anstellung bei Linde behielt er neben seinen Akademischen Verpflichtungen, bis er 1949 einen Ruf an die Technische Hochschule Hannover erhielt. Er wurde ordentlicher Professor und Leiter des Instituts für Thermodynamik und Dampfkesselwesen, später umbenannt in Institut für Thermodynamik und Verfahrenstechnik. Hausen hatte 1954 beim Dekan der Fakultät die Schaffung der Studienrichtung Verfahrenstechnik beantragt.
Nach seiner Emeritierung 1964 behielt er kommissarisch den Lehrstuhl für weitere drei Jahre und arbeitete danach an der Herausgabe von Teilbänden des Landolt-Börnstein.

## Forschungsgebiete und Leistungen
Am Institut für Technische Physik entwickelte Hausen auf Anregung Knoblauchs schon bald nach seinem Diplom eine Gleichung für die spezifischen Wärmekapazität des Wasserdampfes aus dem am Institut vorliegenden umfangreichen thermodynamischen Datenmaterial. Damit war die Grundlage zu den von Oskar Knoblauch, ihm selbst und Erwin Raisch herausgegebenen Tabellen und Diagrammen für Wasserdampf gelegt. Dieses Werk wurde zu einem Standardinstrument in der Dampfkrafttechnik.
Nach seiner Dissertation, die Grundlage für die bei Linde verwendeten Verfahren wurde, lieferte er während seiner Tätigkeit in der Firma weitere wichtige Beiträge zur Theorie der Zerlegung von Gasgemischen und Diagramme zu Prozessen der Gasverflüssigung, die in viele Veröffentlichungen mündeten. Seine Habilitationsschrift zur Regeneratortheorie, die er selbst entwickelt hatte, gab den Anstoß, die von Fränkl angedachte Verbesserung des Linde-Verfahrens zur Anwendungsreife zu entwickeln.

## Schriften
Bereits während seiner Zeit bei Linde veröffentlichte Hausen grundlegende Schriften, vor allem über Gasverflüssigung und Trennung von Gasgemischen. Weitere wichtige Werke entstanden in seiner Zeit als Professor in Hannover.
- Tabellen und Diagramme für Wasserdampf. Berechnet aus der spezifischen Wärme. Oldenbourg, München, Berlin 1923. (mit Oskar Knoblauch und Erwin Raisch)
- Thomas-Joule-Effekt und die Zustandsgrößen der Luft bei Drucken bis zu 200 at und Temperaturen zwischen +10° und -175° C, VDI-Verlag, Berlin 1926. (Dissertation)
- Über die Theorie des Wärmeaustausches in Regeneratoren. Zeitschrift für angewandte Mathematik Mechanik, Bd. 9, ISSN 1521-4001 ISSN 0044-2267 S. 173–200, 1929. (Habilitationsschrift).
- Wärmeübertragung im Gegenstrom, Gleichstrom und Kreuzstrom. Bergmann, Berlin 1950 (die zweite Auflage erschien 1976, eine englische Übersetzung 1981 bei McGraw-Hill)
- Erzeugung sehr tiefer Temperaturen, Gasverflüssigung und Zerlegung von Gasgemischen. Springer, Berlin 1957 (die zweite Auflage erschien in Zusammenarbeit mit Hermann Linde 1985 als Tieftemperaturtechnik)
- Tieftemperaturtechnik, 1985
- Beiträge zur Wärme- und Verfahrenstechnik- VDI-Verlag, Düsseldorf 1985, ISBN 978-3-18-850632-8 (mit Rolf Germerdonk)

außerdem als Herausgeber der wärmetechnische Teilbände des Landolt-Börnstein:
Zahlenwerte und Funktionen aus Physik, Chemie, Astronomie, Geophysik und Technik Bd. 4, Technik, Teil 4 Wärmetechnik (6. Auflage des von Hans Heinrich Landolt und Richard Börnstein begründeten Werks)
- a. Wärmetechnische Messverfahren, thermodynamische Eigenschaften homogener Stoffe, 1967
- b. Thermodynamische Eigenschaften von Gemischen, Verbrennung, Wärmeübertragung, Springer, Berlin 1972, ISBN 978-3-540-05717-8
- Makroskopische und technische Eigenschaften der Materie, Springer, Berlin 1975, ISBN 978-3-540-07203-4
- c. 1 Absorption in Flüssigkeiten von niedrigem Dampfdruck, Springer, Berlin 1976, ISBN 978-3-540-06564-7
- c. 2 Absorption von Flüssigkeiten von hohem Dampfdruck, Springer, Berlin 1980, ISBN 978-3-540-07940-8

## Mitgliedschaften und Ehrungen
- Mitglied der Braunschweigischen Wissenschaftlichen Gesellschaft, 1953
- Mitglied in der Verfahrenstechnische Gesellschaft im VDI, VTG
- Literaturpreis des Deutschen Kältetechnischen Vereins, DKV, 1954
- Ehrenmünze des Vereins Deutscher Ingenieure, VDI, 1960
- Goldmedaille des Institut Franςais des Combustibles et de l'Energie, 1964[5]
- Arnold-Eucken-Medaille der Forschungs-Gesellschaft Verfahrenstechnik, GVT, 1964
- Ehrendoktor (Dr.-Ing. e. h.) der Technischen Hochschule München, 1966
- Linde-Denkmünze des Deutschen Kälte- und Klimatechnischen Vereins, DKV, 1967[5]
- Großes Bundesverdienstkreuz, 1971
- Honorary Fellow der International Association for the Properties of Steam, IAPS, 1981
- Ehrenmitgliedschaft und Ehrenteller des Deutschen Kälte- und Klimatechnischen Vereins, DKV, 1985[7]